# Tovarkovo
Tovarkovo (ruski:Това́рково) je naselje gradskog tipa u Dzeržinskom rajonu u Kaluškoj oblasti u Rusiji.
Nalazi se na upću rijeke Šanje u Ugru (obje su u porječju rijeke Oke), 8 km od željezničke postaje Pjatovskaja (ruski: Пятовская) (na pruzi Kaluga — Vjazma).
U Tovarkovu živi 14,5 tisuća stanovnika, po procjeni iz 2003.

## Gospodarstvo
Proizvodnja građevinskih tvoriva (šljunak, oplatna opeka, linoleum), zatim tvornice polietilenskih cijevi, visokovoltažnih uređaja, prehrambena industrija.
Od značajnijih vjerskih objekata, u Tovarkovu se nalazi crkva posvećena Kristovu Rođenju, izgrađena 1906.